# ベッコウガサ
ベッコウガサ（鼈甲笠、学名: Cellana grata もしくは Cellana stearnsii ）はヨメガカサ科に分類される藻食性の腹足類の一種。北海道から九州にかけての潮間帯中上部の岩礁に生息する。従来ベッコウガサとされてきたものは、分子系統解析の結果から、北海道南部-九州北西部に分布するもの、九州西部から沖縄に分布するもの、台湾から中国沿岸に分布するものの3群に分けられ、それぞれ独立した別種であるとされる。ここでは北海道-九州西部のものをベッコウガサとして扱う。
和名は殻の内面の模様を光に透かすと鼈甲に似て見えることに由来する。属名 Nacella は近縁な属 Cellana （ラテン語で小舟の意）の文字順を変えたアナグラムで単語としての意味はない。種小名 grata はラテン語で、嬉しい、歓迎すべき、ありがたい等々の意、 stearnsii は標本を提供したF. スターンズ（Frederick Stearns）への献名。
別名：ベッコウザラ（鼈甲皿）、ベッコウガサガイ。

## 分布
- 日本（北海道南部以南、四国西部、九州北西部）、朝鮮半島や台湾まで。

※九州西部以南のものは別種。

## 形態
大きさと形
殻長35-60 mm、殻幅30-50 mm前後の楕円形で、殻頂は前寄りにある。殻高は一般的なカサガイ類よりも高い。殻の周縁は放射肋に呼応した細かい凹凸ができるのみで大きな波曲や突出はなく、楕円形に連続する。殻表には成長脈と多数の放射肋とがあってざらざらしている。放射肋の強弱は個体群によって変化し、本州の太平洋岸などの波の荒い環境には肋が非常に強くなって顆粒状になるものが見られることがある。このようなものはかつては亜種としてアミガサガイ Cellana grata stearnsii という和名と学名との組み合わせで区別されたことがあるが、他の本州周辺の個体群とは遺伝的な違いがなく、単なる変異であるとされる。
殻色
外面はくすんだ灰色の地に部分的に途切れる10本前後の太い暗色放射帯があり、放射帯の間にも暗色の小斑があるものが一般的である。ときには放射帯や小斑が途切れずに連なって明瞭な放射彩となるものも出現するが、同一個体群内での変異幅は小さい。殻の内面には真珠光沢があり、筋痕の内側中央部には大きな甕形の褐色部がある。筋痕から殻縁にかけては淡色の地に暗褐色の色斑を散らし、光に透かして見ると美しい鼈甲模様に見え、これが和名の由来とされる。
軟体
足は大きく、下から見ると殻口の大部分を占めている。外套膜の外縁には短い外套触角が多数並び、その内側の外套腔には周縁に沿って二次鰓が環状に並ぶが、前端の頭部の上では途切れている。頭部には触角が1対あり、その基部付近に眼がある。頭部と触角の上面は暗色に彩色される。歯舌は簗舌型と呼ばれるもので、歯式は3-2-1-2-3（1個中歯、2対の則歯、3対の縁歯）である。

## 生態
潮間帯の中-上部の岩礁や波消しブロック、またはコンクリート岸壁などに着生し、そこに生えた藻類などを食べる。分布域内では普通に見ることができる。

## 分類
ベッコウガサ（アミガサガイも含む）に使用されてきた学名は Cellana grata と Cellana stearnsii の2つがある。それらの原記載とタイプ標本は以下のとおりである。
【Cellana. grata の原記載とタイプ標本】
- Patella grata Gould, 1859. Proc. Boston Soc. Nat. Hist. vol. 7, p.161-162.
- タイプ産地： 「From  the north shores of Niphon」（日本の北岸）…Kagoshima？（備考参照）
- タイプ標本：
  - レクトタイプ： アメリカ国立自然史博物館所蔵。登録番号=USNM 1965（タイプ標本写真）。
    - 殻長27 mm 殻幅22 mm 殻高14 mm. （R. I. Johnson, 1964選定）。

- 備考： ベッコウガサの学名として使われてきた学名である。Gouldの新種記載におけるサイズ表記は殻長30 mm 殻幅24 mm 殻高14 mmとなっており、後にGouldの標本を再調査してレクトタイプを指定したJohnsonによる計測よりやや大きい。また、原記載での産地表記および採集者名が「north shores of Niphon, Brook」となっているのに対し、アメリカ国立自然史博物館の所蔵標本データベースでは産地が「Kagoshima」（鹿児島）、採集者が「Stimpson, William」となっている。後者のデータが正しければ C. grata は九州西部から沖縄に分布する種に相当する可能性が高くなるため、北海道-九州北西部のベッコウガサには C. grata の学名は用いられなくなる。

【Cellana stearnsii の原記載とタイプ標本】
- Patella (Helcioniscus) stearnsii Pilsbry, 1891 Nautilus 4: p.100-101,
- タイプ産地： 「on the coast of Japan, Kii Province.」　（紀伊（和歌山県）の海岸）。
- タイプ標本：
  - シンタイプ： フィラデルフィア科学アカデミー所蔵。登録番号＝ANSP 38952]（2個体）（タイプ標本写真）。

- 備考： 亜種、あるいは型としてのアミガサガイに使われてきた学名である。産地が和歌山県であることから、上記 Cellana. grata が九州西部-沖縄に分布する種に相当する場合にはこの Cellana stearnsiiが北海道-九州北西部のベッコウガサの学名になる。

【異名】
- Helcioniscus eucosmia Pilsbry, 1895. Manal of Conchology .ser.1, vol.13: p.148-149, pl.71, 185,  figs.61-64]. （ただし一部） …原記載には複数産地からの複数種が含まれており、そのうち「Japan at Hakodadi（日本の函館）」を産地とするものはベッコウガサの異名となる。

## 類似種
ベッコウガサと分布が隣接あるいは重なる類似種には以下のようなものがある。いずれも潮間帯の岩礁やコンクリート構造物に着生している。
- 九州西部-沖縄に分布する”ベッコウガサ”
- 台湾から中国沿岸に分布する”ベッコウガサ”
  - 以上2種の”ベッコウガサ”は、北海道以南のベッコウガサと混同されてきた隠蔽種であるが、殻の特徴や足裏の色で概ね識別可能だとされる[1]。
- カサガイ Cellana mazatlandica (G. B. Sowerby I, 1839) 
  - 小笠原諸島の固有種で、ベッコウガサに近縁とされる。最大で100 mm前後にもなる大型種で、顆粒をともなった非常に強い放射肋があるが、幼貝のうちはベッコウガサにやや似ている。色彩の個体変異はほとんどない。分布域が異なるため産地から同定が容易。
- ヨメガカサ Cellana toreuma (Reeve, 1854)
  - 北海道南部以南の東アジアに分布する。ベッコウガサと分布域が一部で重なり同じような環境に見られるが、通常は殻高がベッコウガサよりも明らかに低平で、輪郭もより長い楕円形である。斑紋の変異の幅がベッコウガサよりも大きく、同じ個体群内に色々な斑紋のものが出現する。小型の幼貝では区別が難しい場合もあるが、一般にヨメガカサガイでは斑紋中に橙色の小斑が混じることが多く、ベッコウガサには通常そのような色班が出ないことが多い。
- マツバガイ Cellana nigrolineata (Reeve, 1854)
  - 男鹿半島・房総半島以南の本州、四国、九州、朝鮮半島に分布する。ベッコウガサと分布域が一部でが重なり同じような環境に見られるが、殻表にはベッコウガサのような明瞭な放射肋がなく、一般に大型で70 mm以上に大成する。ベッコウガサと異なり、同じ個体群内に複数の斑紋のものが出現する。
- カモガイ Lottia dorsuosa 
  - 別科のユキノカサガイ科に分類される種で、放射肋があり殻高が高いことでベッコウガサにやや似ているが、内面は白っぽく鼈甲様にならない。最大で40 mm程度。

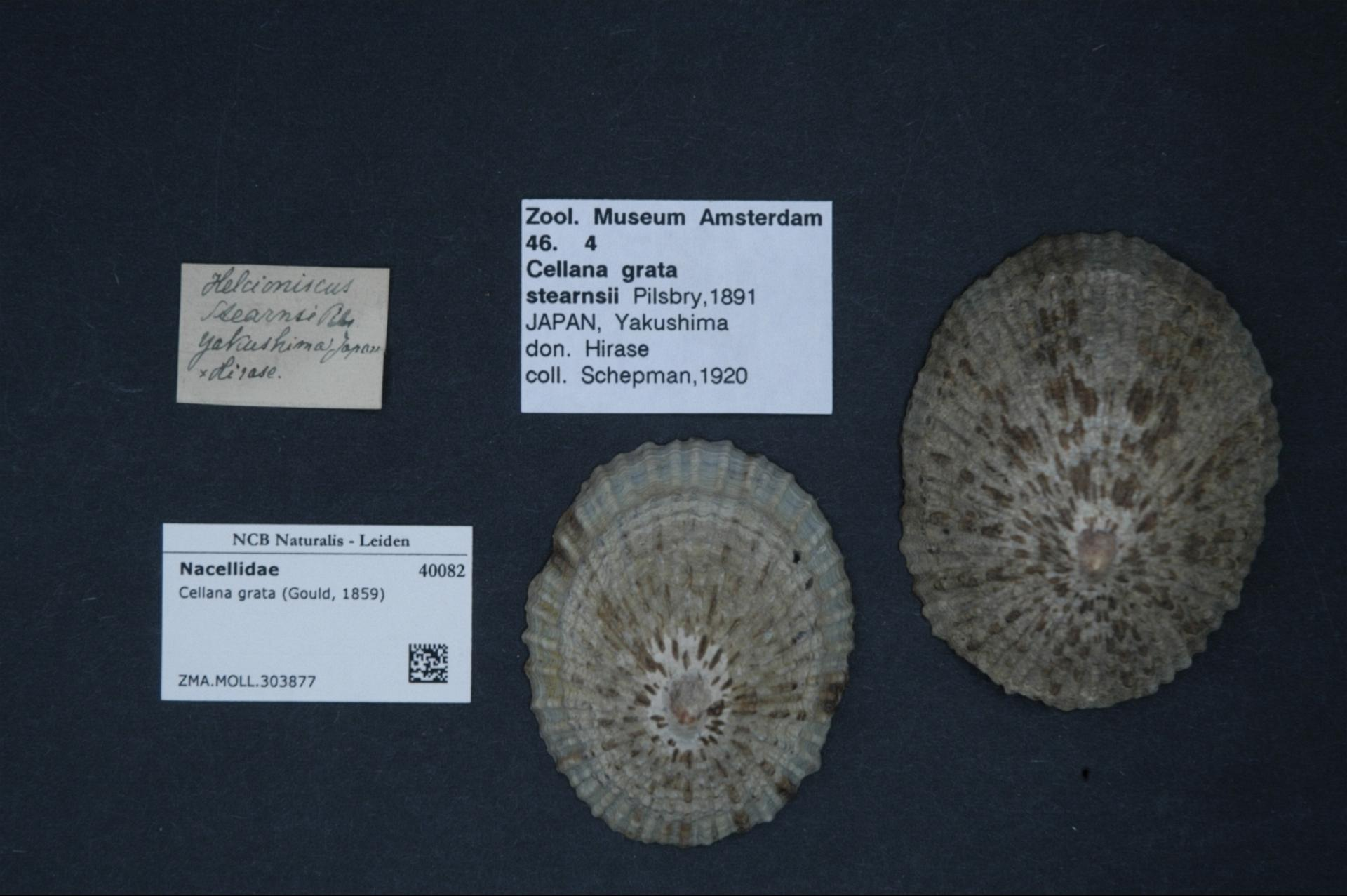
九州西部-沖縄の”ベッコウガサ”（屋久島産）
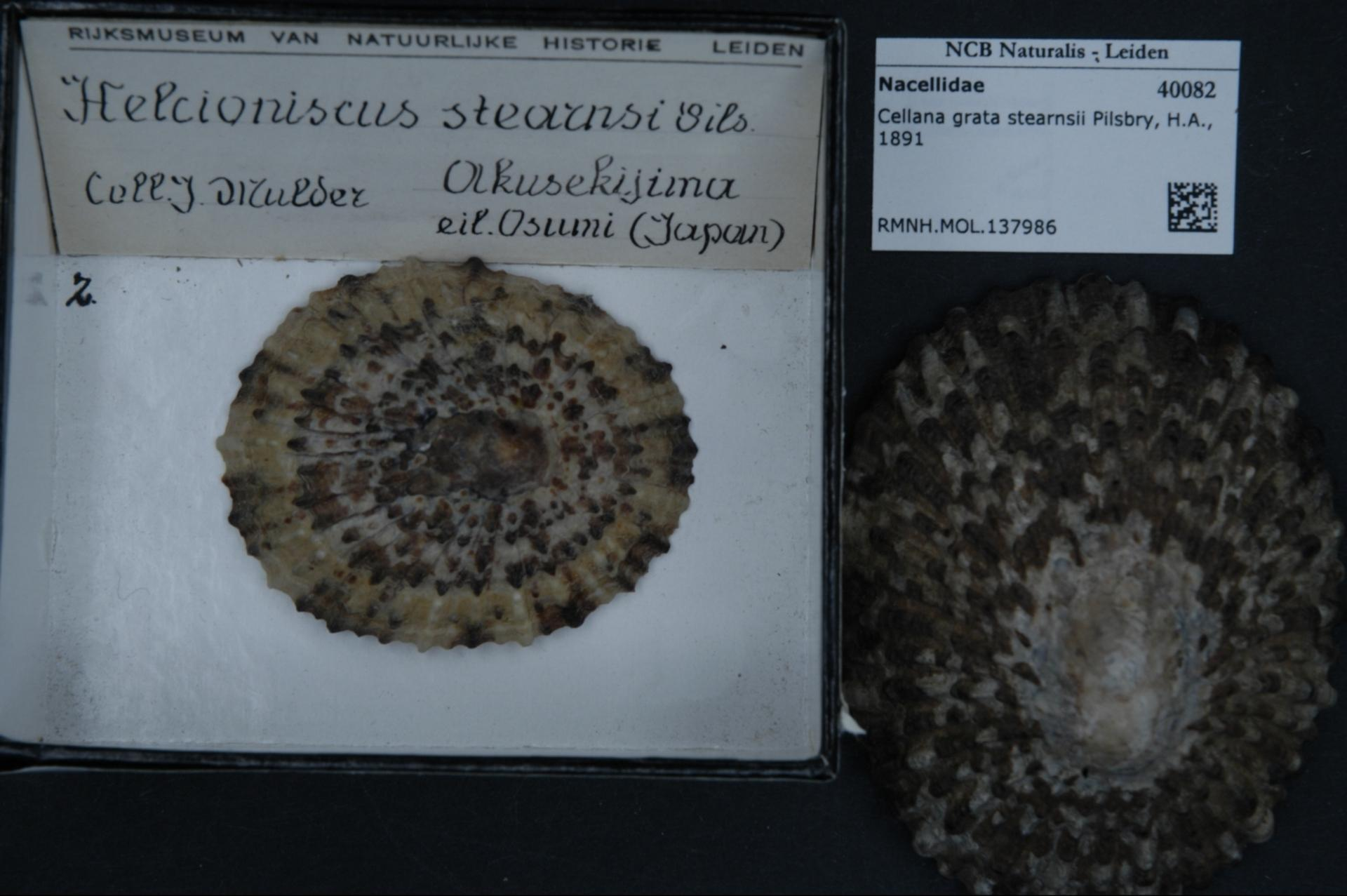
九州西部-沖縄の”ベッコウガサ”（悪石島産）
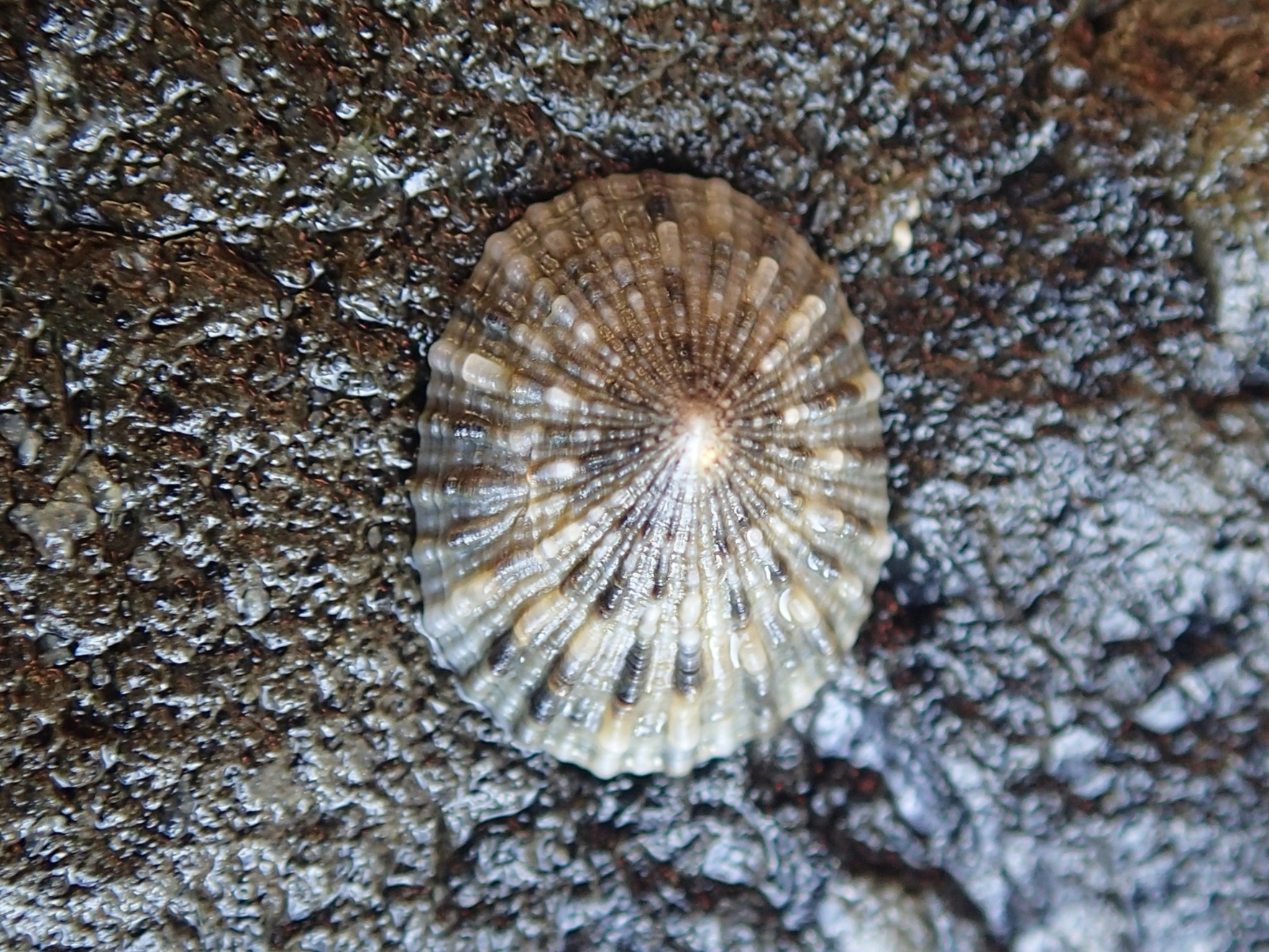
カサガイの幼貝（父島産）
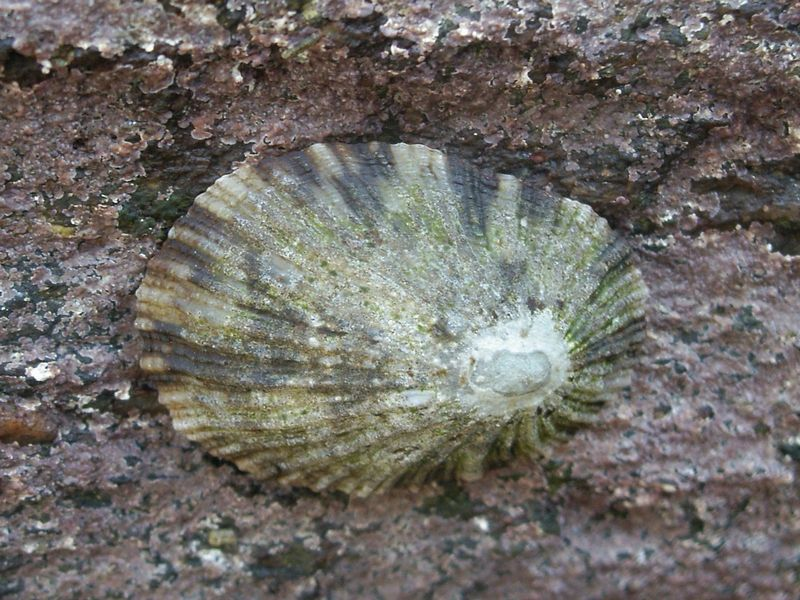
ヨメガカサ（長崎市産）
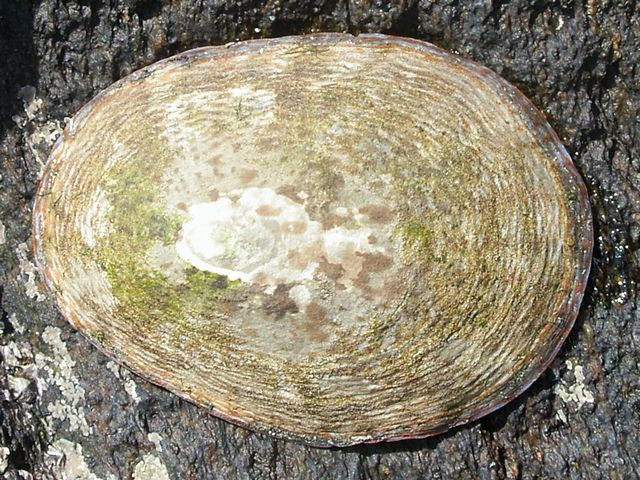
マツバガイ（長崎市産）

## 人との関係
肉が食用にされる。和歌山県の一部では“ツボシンド”と呼び、よく煮た肉は天ぷらとして食するという。殻は貝細工に用いられることもある。